# Elmar Mutschlechner
Elmar Mutschlechner (2 febbraio 1969) è un ex biatleta italiano.

## Biografia
Originario di Valdaora, in Coppa del Mondo ottenne il primo risultato di rilievo il 17 dicembre 1992 a Pokljuka (46°) e l'unico podio il 21 gennaio 1993 ad Anterselva (3°).
In carriera prese parte a un'edizione dei Campionati mondiali, Borovec 1993 (11° nell'individuale).

## Palmarès

### Coppa del Mondo
- Miglior piazzamento in classifica generale: 14º nel 1993
- 1 podio (individuale[1]):
  - 1 terzo posto

### Campionati italiani
- 3 medaglie:
  -  1 oro (individuale nel 1993)
  -  1 argento (sprint nel 1993)
  -  1 bronzo (individuale nel 1994)[senza fonte]